# Ischaemum
Ischaemum L. é um género botânico pertencente à família Poaceae.
Na classificação taxonômica de Jussieu (1789), Ischaemum é um gênero botânico,  ordem  Gramineae,  classe Monocotyledones com estames hipogínicos.

## Sinônimos
| - Argopogon Mimeur - Colladoa Cav. - Digastrium (Hack.) A.Camus | - Ischaemopogon Griseb. - Meoschium P.Beauv. |

## Espécies
| - Ischaemum arenosum Sohns - Ischaemum arundinaceum Benth. - Ischaemum ciliare Retz. - Ischaemum glaucescens Merr. - Ischaemum lanceolatum Keng - Ischaemum longisetum Merr. | - Ischaemum merrillii Hack. - Ischaemum ophiuroides D. B. Munro - Ischaemum sulcatum Hack. - Ischaemum timorense Kunth - Ischaemum toidayense Elmer - Ischaemum urvilleanum Kuntze |

## Classificação do gênero
| Sistema | Classificação                    | Referência               |
| ------- | -------------------------------- | ------------------------ |
| Linné   | Classe Polygamia, ordem Monoecia | Species plantarum (1753) |